# Centrale générale des travailleurs du Guatemala
Pour les articles homonymes, voir Centrale générale des travailleurs.
La Central General de Trabajadores de Guatemala (CGTG - Centrale générale des travailleurs du Guatemala) est une confédération syndicale du Guatemala. Elle est affiliée à la Confédération syndicale des travailleurs et travailleuses des Amériques et à la Confédération syndicale internationale.